# Gelbbauch-Moschustier
Das Gelbbauch-Moschustier (Moschus chrysogaster) ist ein Säugetier aus der Familie Moschustiere, das in Gebirgen und Hochebenen Asiens vorkommt.

## Merkmale
Die Art gleicht anderen Moschustieren im Körperbau, gehört aber zu deren größten Vertretern. Sie erreicht eine Kopf-Rumpf-Länge von etwa 85 bis 90 cm, eine Schulterhöhe von 50 bis 60 cm und ein Gewicht zwischen 11 und 18 kg. Der mit 4 bis 6 cm Länge sehr kurze Schwanz ist bis auf eine kleine Quaste nackt. Anstelle von Hörnern sind verlängerte obere Eckzähne vorhanden, die bei Männchen auch außerhalb des geschlossenen Mundes sichtbar sind. Das Fell hat an der Oberseite eine rotbraune bis gelbgraue Farbe, auf der Unterseite eine rötlich-cremig-graue. Auf dem Rücken verläuft an der Mittellinie ebenfalls ein cremefarbenes Band. Die Beine sind etwas heller gefärbt mit einem gräulich-gelben Ton. Das Gesicht ist langgestreckt und nimmt etwa die Hälfte der Schädellänge ein. Markant ist ein orangefarbener Augenring, weiterhin auffällig sind die hasenartigen großen Ohren, die außen eine hellbraune und innen eine graue Tönung aufweisen.

## Verbreitung und Habitat
Das Gelbbauch-Moschustier kommt in der Volksrepublik China vom Helan-Gebirge über die tibetanischen Hochebenen bis zum Himalaya vor und erreicht dort Bhutan, Nordost-Indien (Provinz Sikkim) und Nordost-Nepal. Der Lebensraum umfasst die Zwergstrauchzone der Hochgebirge in 2800 bis 4800 m Höhe. Selten kommt die Art aber tiefer als 4000 m vor. Als Habitat dienen Wälder, Bergwiesen und Gebüschflächen. Dort bewohnt das Gelbbauch-Moschustier schattige Hänge und Steilhänge ab 30°. Die Landschaft ist durch eine Jahresmitteltemperatur von 3 bis 7 °C und einen Jahresniederschlag von 200 bis 450 mm geprägt. Die Populationsdichte liegt bei etwa 4 Individuen in trockeneren Gebieten und kann auf bis zu 71 Individuen auf einer vergleichbar großen Fläche in feuchteren Arealen ansteigen. Sie geht aber da zurück, wo Konkurrenz durch Seraue und Gorale oder durch Haustiere besteht.

## Lebensweise
Über die Aktivitätszeiten des Gelbbauch-Moschustiers ist wenig bekannt, Berichten zufolge schläft es tagsüber in selbst ausgescharrten Vertiefungen. Die Tiere leben vorwiegend allein und unterhalten Reviere. Dabei überlappen sich die Reviere des dominanten Männchens mit denen vom Weibchen, aber nicht mit den Territorien anderer Männchen. Im Sommer sind die Reviere mit durchschnittlich 35,5 ha kleiner als im Herbst, wo sie bis zu 47 ha erreichen. Das Huftier ernährt sich häufig von Blättern von Sträuchern und Stauden. Dabei sind 46 Arten bekannt, die vom Gelbbauch-Moschustier vertilgt werden. Weiterhin frisst es Gräser, Blüten, Zweige und junge Triebe sowie Samen. Dabei ist der Anteil von Blättern und Trieben im Frühjahr und Sommer höher und geht später zu Gunsten von Zweigen und Samen zurück. Das Gelbbauch-Moschustier unternimmt keine größeren Wanderungen. Bis auf einen schrillen Warnruf, gibt es selten Laute von sich. Die Kommunikation erfolgt vermutlich vorwiegend mit Hilfe des Sekrets aus der Moschusdrüse.
Männchen und Weibchen paaren sich meist im November oder Dezember. Nach 150 bis 195 Tagen Trächtigkeit wird allgemein ein Kitz geboren, selten zwei. Die Geburt fällt dabei meist in die Jahreszeit mit den höchsten Temperaturen und Regenfällen. Das Neugeborene wiegt 700 bis 750 g und besitzt ein geflecktes Fell. Es wird von der Mutter etwa zwei bis vier Monate gesäugt. Wenn die Mutter auf Nahrungssuche geht bleibt das Kitz in einem Versteck, nach 20 Tagen beginnt es, selber feste Nahrung zu sich zu nehmen. Etwa 16 bis 24 Monate nach der Geburt werden die Jungtiere geschlechtsreif.

## Systematik
Das Gelbbauch-Moschustier ist eine Art aus der Gattung der Moschustiere, der sechs weitere angehören. Die Moschustiere wiederum bilden die monotypische Familie der Moschidae, die in die nach neueren Untersuchungen in die nähere Verwandtschaft der Rinder, und erst etwas weitläufiger in die der Hirsche gehört. Es werden innerhalb der Art zwei Unterarten unterschieden:
- M. c. chrysogaster Hodgson, 1839; Indien, Nepal und Bhutan
- M. c. sifanicus Büchner, 1891; China

Ursprünglich wurde M. c. sifanicus innerhalb des Sibirischen Moschustier (Moschus moschiferus) als Unterart geführt, später von chinesischen Wissenschaftlern auch als eigenständige Art. Colin Peter Groves verschob das Taxon 1995 zum Gelbbauch-Moschustier, allerdings sehen einige chinesische Wissenschaftler dieses immer noch als eigenständig an.
Das Gelbbauch-Moschustier wurde im Jahr 1839 von Brian Houghton Hodgson anhand von Individuen möglicherweise vom Tibetischen Hochland wissenschaftlich erstbeschrieben. Als Typuslokalität wurde Cis and Trans Hemelayan regions angegeben.

## Gefährdung und Status
Natürliche Feinde des Gelbbauch-Moschustiers sind mittelgroße Raubtiere wie Wölfe, Füchse, Luchse und Marder.
Von Menschen wird die Art vor allem wegen des Moschussekrets gejagt, obwohl die Jagd in vielen Bereichen des Verbreitungsgebiets illegal ist. Waldrodungen und die Einfuhr von konkurrierenden Weidetieren stellen weitere Gefahren dar. Die Weltnaturschutzunion (IUCN) nimmt an, dass die Population in den letzten 21 Jahren (drei Generationen) auf weniger als die Hälfte geschrumpft ist und listet das Gelbbauch-Moschustier als stark gefährdet (Endangered). Es ist in mehreren Naturreservaten in China vertreten, so unter anderem im Helan-Gebirge und im Xinglong-Gebirge.